# Santa Maria (Davao del Sur)
Santa Maria (Bayan ng Santa Maria) är en kommun i Filippinerna. Kommunen ligger på ön Mindanao, och tillhör provinsen Davao Occidental. Folkmängden uppgår till 45 571 invånare.

## Barangayer
Santa Maria är indelat i 22 barangayer.
| - Basiawan - Buca - Cadaatan - Kidadan - Kisulad - Malalag Tubig - Mamacao - Ogpao - Poblacion - Pongpong - San Agustin | - San Antonio - San Isidro - San Juan - San Pedro - San Roque - Tanglad - Santo Niño - Santo Rosario - Datu Daligasao - Datu Intan - Kinilidan |